# Rino Chillemi
Rino Chillemi (Augusta, 27 marzo 1967) è un allenatore di calcio a 5 italiano.

## Carriera

### Giocatore
Proveniente dal calcio a 11, e precisamente dalla Megara Augusta, si avvicina al calcio a 5 non ancora ventenne, giocando come portiere nella neonata Augusta Play Ball. Con questa maglia giocherà molti campionati, giungendo a disputare anche la Serie A.

### Allenatore
Conclusa prematuramente la carriera da calciatore a causa di un infortunio al crociato, nel 1996 accetta l'incarico di allenatore della formazione Under 21 dell'Augusta.
Nel suo palmarès vanta numerosi campionati nella massima serie con l'Augusta calcio a 5, una coppa Italia nazionale serie "B" con la Pro Scicli oltre a diverse promozioni ottenute con la squadra della Pro Scicli arrivando dalla serie C1 regionale alla serie A nazionale.

## Palmarès
- 1998/99 Corbino Augusta B (Play off promozione)
- 1999/00 Augusta A1 Play off scudetto (Vice campione coppa Italia)
- 2000/01 A.S.D. Scicli (Vincitrice serie C1 Regionale)
- 2001/02 Corbino Augusta B (Play off promozione)
- 2003/04 Augusta A1 (Play off scudetto)
- 2004/05 A.S.D. Scicli (Vincitrice coppa Itala serie B)
- 2004/05 A.S.D. Scicli (Vincitrice serie B)
- 2005/06 Augusta A1 (Play off scudetto)
- 2006/07 A.S.D. Scicli (Vincitrice serie A2)
- 2007/08 A.S.D. Scicli A1 (Play off scudetto)
- 2009/10 Gruppo Fassina A2 (Play off promozione)
- 2011/12 A.S.D. Melilli (Vincitrice serie C1 Regionale)
- 2013/14 Catania A2 (Play off promozione)